# Diners of Massachusetts MPS

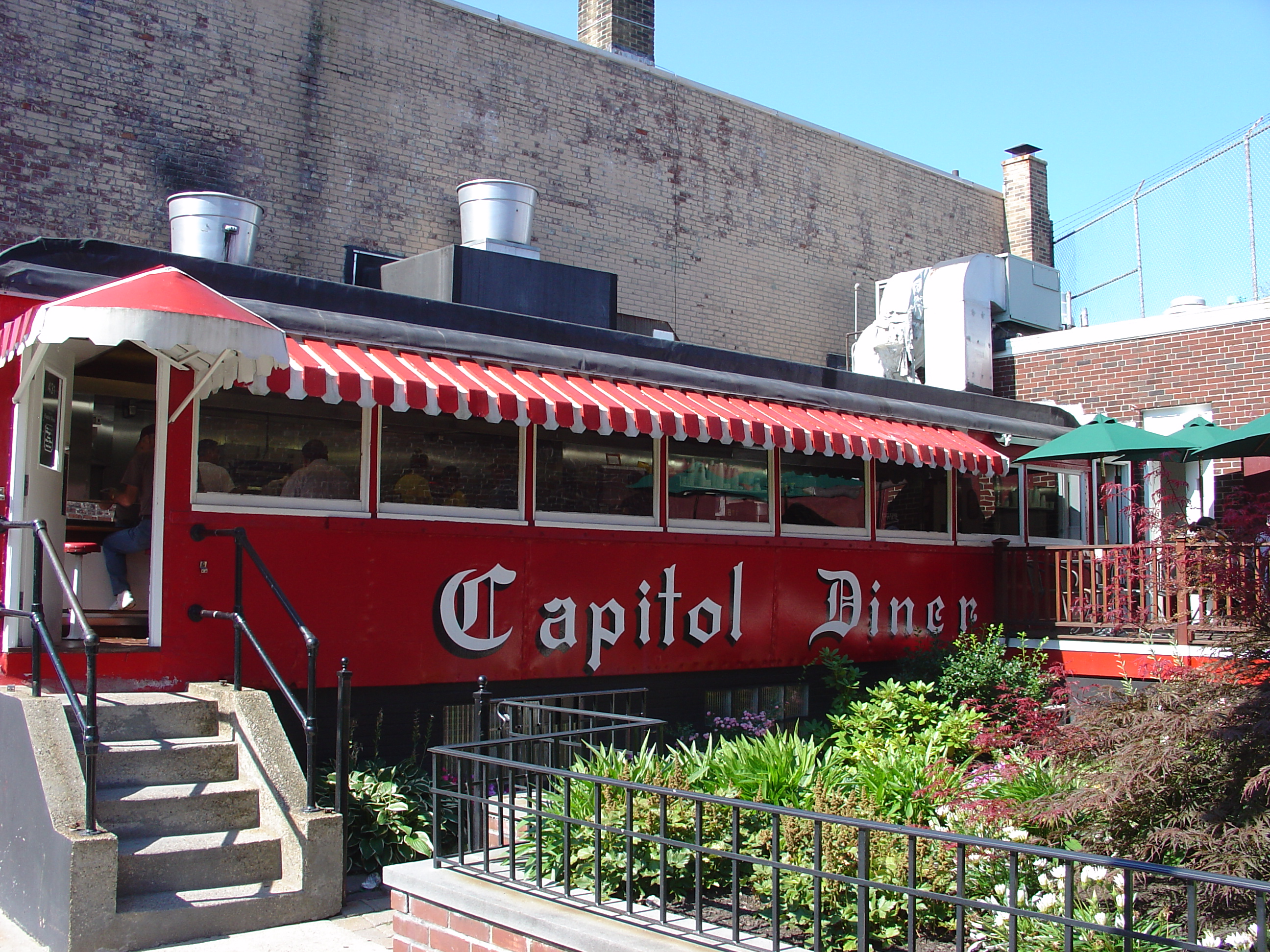
Das Capitol Diner in Lynn, 2007

Als Diners of Massachusetts sind im Rahmen einer Multiple Property Submission (MPS) alle Diners zusammengefasst, die im Bundesstaat Massachusetts der Vereinigten Staaten im National Register of Historic Places (NRHP) eingetragen sind.

## Geschichte der Diner in Massachusetts

### 1880er bis 1920er Jahre
Bereits 1872 hatte der aus Providence stammende Walter Scott den ersten sogenannten night lunch wagon gebaut, indem er einen ausgedienten Eisenbahnwagen umbaute. Ruel B. Jones, ebenfalls aus Providence stammend, ließ elf Jahre später bei einem örtlichen Waggonhersteller den ersten Eisenbahnwagen explizit als lunch cart bauen. 1884 führte sein Cousin Samuel Messer Jones das Konzept des night lunch wagon in Worcester ein. Es handelte sich dabei um von Pferden gezogene Wagen, in denen Kleinigkeiten wie Sandwiches, Suppen und Kaffee verkauft wurden. Zu den Kunden zählten vorwiegend Arbeiter der Nachtschicht, die sich kostengünstig verpflegen konnten, während herkömmliche Restaurants und Bars geschlossen hatten. Die Wagen wurden für die Nachtstunden am Straßenrand geparkt und verfügten über Öffnungen sowohl zum Gehweg als auch zur Straßenseite hin, um Kunden schnell bedienen zu können.
Samuel Jones baute 1887 das weltweit erste mobile Restaurant, indem er einen Eisenbahnwagen so ausstatten ließ, dass er neben einer Küche auch Sitz- und Stehplätze für Kunden bereithielt. Nach seinem Erfolg in Worcester eröffnete er 1889 einen Geschäftszweig in Springfield. Die neue und erfolgreiche Geschäftsidee sorgte für Nachahmer, sodass diese Branche bis in das frühe 20. Jahrhundert hinein ein starkes Wachstum verzeichnete. Worcester stieg dabei schnell zum Zentrum der Produktion von Restaurantwagen auf und war Sitz der Unternehmen Charles H. Palmer, New England Night Lunch Wagon Company, Wilfred Barriere, Worcester Lunch Car and Carriage Manufacturing Company sowie John J. E. Hennigan. In Sterling produzierten Wilson Goodrich und Camille R. Remillard sowie ab 1895 Charles Palmer, der seine Produktion aus Worcester nach Sterling verlagerte. In Lynn war das Unternehmen von Ephraim L. Hamel ansässig.
Die Innovation von Samuel Jones führte dazu, dass nahezu alle Restaurantwagen in Massachusetts ihren Kunden ein Dach über dem Kopf anbieten konnten, wo sie vor dem Wetter geschützt essen und trinken konnten. Charles Palmer erhielt 1890 das erste Patent für einen Restaurantwagen und entwickelte einen Prototyp, der in den folgenden 25 Jahren als Standardbauform galt. In den 1890er Jahren perfektionierten Thomas H. Buckley und Ephraim Hamel die Inneneinrichtung ihrer als White House Cafe vertriebenen Modelle in Worcester und Lynn, die unter anderem Fenster aus satiniertem Glas, Ätzglas oder durchsichtigem Farbglas aufwiesen und an den Außenseiten über historische Bilder bzw. Landschaftsmalereien verfügten. Zu Beginn des 20. Jahrhunderts wurden die Wagen zunehmend so umgerüstet, dass sie lediglich einmalig von der Fabrik zu ihrem vorgesehenen Standort geschleppt wurden und dort dann stationär verblieben, während es bis dahin erforderlich war, jeden Morgen den Straßenrand zu räumen. Das Unternehmen von Thomas Buckley rüstete seine neuen Modelle zudem erstmals mit einer U-förmigen Theke um eine zentral angeordnete Küche herum aus.
Mit dem Übergang zu einem dauerhaften Standort ließen viele Betreiber ihre Restaurants rund um die Uhr geöffnet und nutzten die Chance, elektrisches Licht, Gasherde und fließendes Wasser zu installieren, um so ihre Kundenfreundlichkeit zu erhöhen. Kurz darauf folgten technische Lüftungsanlagen und Toilettenräume. Da die fortschreitende Elektrifizierung dafür sorgte, dass alte, von Pferden gezogene Straßenbahnwagen ausgemustert wurden, konnten diese kostengünstig in Restaurantwagen umgebaut werden. Sie boten aber nicht den Komfort der neuen Wagen und sorgten für ein zunehmend negatives Erscheinungsbild der gesamten Branche. Diese begann daraufhin, in Anlehnung an die noblen Restaurantwagen der Eisenbahnen den Begriff dining car zu nutzen. Der Ausdruck wurde nachgewiesenermaßen erstmals zwischen März 1923 und März 1924 verwendet.

### 1920er bis 1940er Jahre

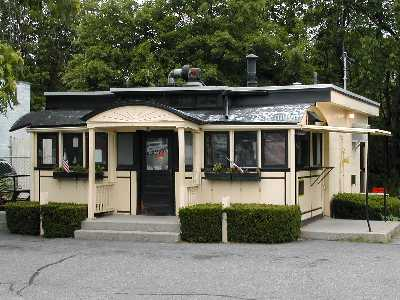
Das Casey’s Diner in Natick, 2002

In Neuengland, wo die Diner ihren Ursprung haben, kamen bis in die 1930er Jahre hinein von Pferden gezogene Wagen zum Einsatz, obwohl diese Form der Restaurantwagen bereits in den 1920er Jahren aus der Mode gekommen war. In Taunton hielt John F. Hickey das Konzept des lunch wagon noch länger aufrecht, wo er von 1944 bis 1986 einen Diner mit zehn Sitzplätzen betrieb, der auf einem Lkw-Auflieger montiert war und im Geschäftszentrum der Stadt stand.
Die ersten Diner in Massachusetts verfügten über ein Tonnendach, Schiebetüren und zehn um die Theke herum angeordnete Hocker, weshalb sie auch als ten-stooler bezeichnet werden. Heute existieren davon in Massachusetts noch mindestens sieben Exemplare, die alle zwischen den 1920er und 1940er Jahren von der Worcester Lunch Car Company gebaut wurden. Das Casey’s Diner in Natick ist das am besten erhaltene Diner dieser Epoche und wahrscheinlich das älteste seiner Art in den gesamten Vereinigten Staaten, das immer noch in Betrieb ist. Seine geringe ursprüngliche Größe von lediglich 6,2 m mal 3 m und seine rustikale Innenausstattung unterscheiden es deutlich von späteren Dinern.
In den 1920er Jahren wurden die von Pferden gezogenen Wagen zunehmend von eher stationären Restaurantwagen abgelöst. Diese wurden in der Fabrik vorproduziert und anschließend mit Pferden, speziellen Diner-Zugmaschinen, auf einem Tiefladewagen mit der Eisenbahn oder auch auf dem Seeweg zu ihrem Bestimmungsort gebracht. Die nur noch in wenigen Fällen vorhandenen Räder wurden lediglich dazu benötigt, den Diner an seinen endgültigen Standort zu schieben, der zunächst typischerweise in der Nähe von Industrie- und Gewerbegebieten lag. Später wurden neue Kundengruppen unter anderem im Umfeld von Schulen sowie mit der beginnenden Motorisierung der Bevölkerung auch an Highways und State Routes erschlossen. Die meisten dieser Straßen-Diner standen in Massachusetts entlang des U.S. Highway 1 in nördlicher Richtung von Boston bis zur Staatsgrenze nach New Hampshire, am U.S. Highway 6 vom Cape Cod bis nach Fall River, am U.S. Highway 5 entlang des Connecticut River sowie an der Massachusetts Route 12 im Worcester County.
Die 1920er Jahre waren in den Vereinigten Staaten zudem von einem nach dem Ersten Weltkrieg steigenden Drang geprägt, auszugehen und in Restaurants zu essen, was den Dinern neben den Fabrikarbeitern neue Kundenschichten zuführte. Dieser Trend wurde durch eine steigende Anzahl von Frauen und Männern bestärkt, die außerhalb des eigenen Hauses arbeiteten und daher weniger zu Hause kochten. Um auch Frauen und Kinder anzusprechen, wurden die Diner – zusätzlich zu den weiterhin vorhandenen Barhockern – mit Sitzgelegenheiten und Tischen ausgestattet.
In Massachusetts wurden auch Diner genutzt, die in anderen Bundesstaaten hergestellt worden waren; so wurde bspw. das Ted’s Diner in Milford von der Jerry O’Mahony, Inc. in Elizabeth (New Jersey) gebaut. Die Worcester Lunch Car Company bot bereits in den 1920er Jahren als führender Diner-Hersteller in Massachusetts sieben Varianten von Restaurantwagen an, die von einer Größe von 18 m² bis knapp über 36 m² reichten und zwischen 10 und 39 Steh- bzw. Sitzplätze anboten. Die geringe Breite von nicht mehr als 3,2 m war dem notwendigen Transport der in der Fabrik vorproduzierten und bereits vollständig eingerichteten Diner geschuldet. Die Oberflächen der Inneneinrichtung bestanden im Wesentlichen aus Eichenholz, Keramikfliesen und Email. Die Diner verfügten bereits werksseitig über Anschlüsse für Strom, Gas und Wasser und wurden zu Preisen zwischen 3.350 US-Dollar (heute ca. 52.000 Dollar) und 11.000 Dollar (heute ca. 170.000 Dollar) – auch gegen Ratenzahlung – angeboten. Zu den heute noch existierenden Dinern dieser Epoche zählen das Chadwick Square Diner und das Boulevard Diner, die beide in Worcester stehen.
Die in Philadelphia ansässige J. G. Brill Company begann 1927 in Springfield und Cleveland mit der Produktion von Restaurantwagen mit Monitordach. Das Brill-Tochterunternehmen Wason Manufacturing Company stellte die ersten Diner der USA in ausschließlicher Stahlskelettbauweise her; zuvor wurden Stahlträger mit Holzbalken ergänzt. Das Capitol Diner in Lynn ist das einzige heute noch bestehende Brill/Wason-Diner in Massachusetts. Die meisten der noch existenten Diner mit Monitordach wurden jedoch von der Worcester Lunch Car Company gebaut, darunter das bereits erwähnte Chadwick Square Diner.

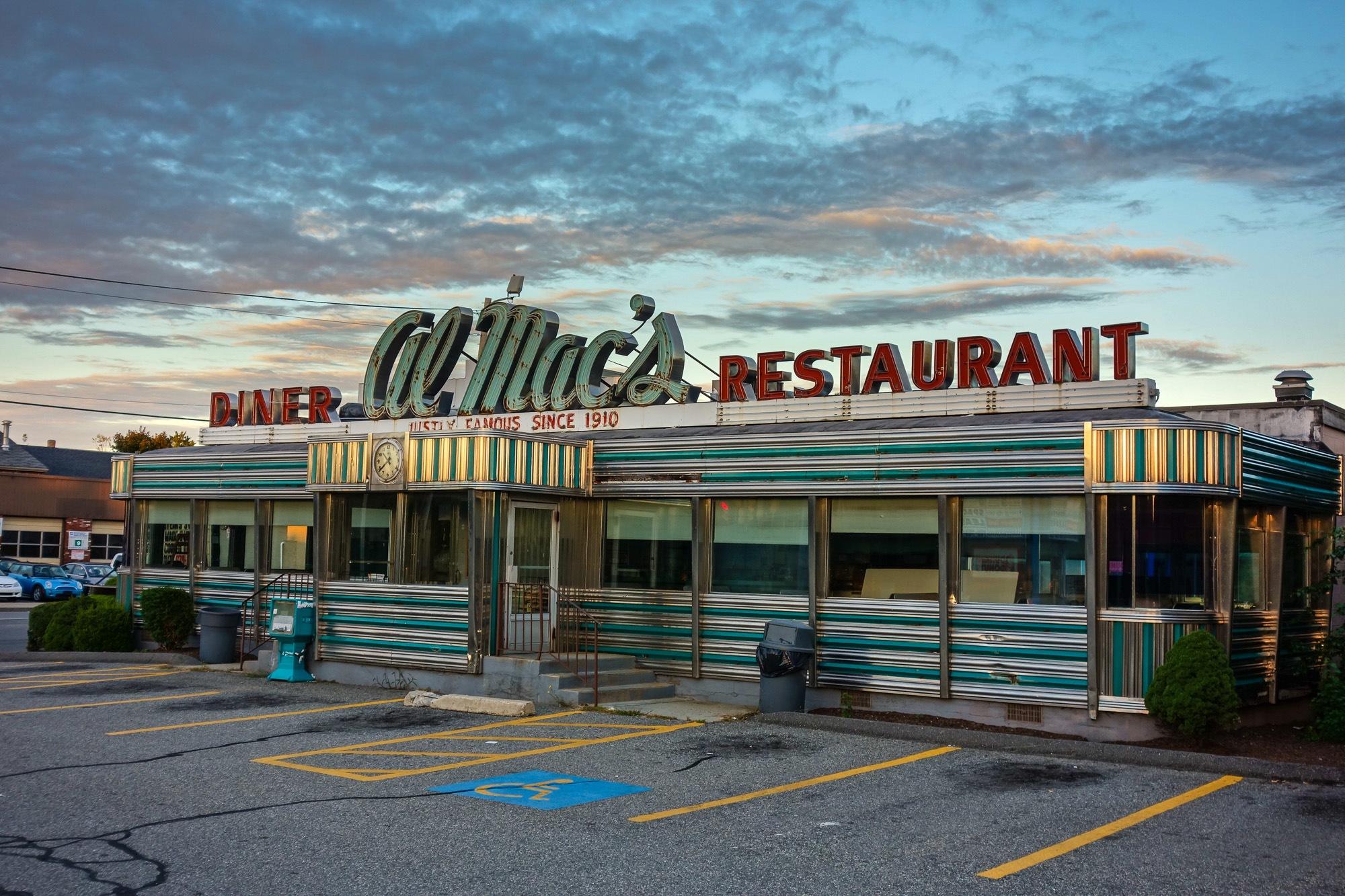
Das Al Mac’s Diner in Fall River, 2012

Der Betrieb eines Diners war ohne große Investitionen realisierbar und zog daher auch eine Vielzahl von Personen an, die bisher keine Erfahrungen in der Branche hatten. Die Verkaufsbroschüren der Hersteller waren dementsprechend ausgerichtet und priesen die Diner unter anderem als „money maker“ (deutsch etwa Goldesel) an, der kontinuierlich Geld einbringe, sofern das Essen schmackhaft und frisch und die Sauberkeit hervorragend seien. Der Betrieb eines Diners war daher auch während der Großen Depression in den 1930er Jahren als Lebensunterhalt sehr beliebt. Die Restaurants wurden zum größten Teil als Familienbetriebe geführt, und einige Diner-Betreiber (unter anderem des Casey’s und des Al Mac’s Diner) der 1950er Jahre blickten auf Vorfahren zurück, die zu Beginn des 20. Jahrhunderts mit Pferdewagen begonnen hatten. Ob ein Diner jedoch tatsächlich genug einbrachte, um die Familie zu ernähren, oder ob es nur als Nebenerwerb dienen konnte, ist bis heute nicht abschließend geklärt.
Trotz seiner nur kurzen Existenz von 1936 bis 1942 spielte das Unternehmen Sterling Diners in Merrimac eine wichtige Rolle in der Entwicklung des Diner-Designs in Massachusetts. Das Unternehmen erwarb Patente von Berton G. Harley für einen modularen Sektionsaufbau eines Diners sowie von Roland L. Stickney für ein spezifisches Aussehen eines Diners, auf deren Basis der Sterling Streamliner entwickelt wurde. Das älteste noch erhaltene Modell dieser Baureihe stammt aus dem Jahr 1936 und befand sich zuletzt in einer Lagerhalle am Worcester Regional Airport. Die Streamliner-Modelle spiegelten den Einfluss des beginnenden Maschinenzeitalters auf das Industriedesign in den Vereinigten Staaten wider. Insbesondere die enge Verbindung zwischen der Herstellung von Dinern und der Produktion von Zügen und Automobilen führte zum unverkennbaren Aussehen des Streamliners, dessen wesentliches Merkmal eine abgerundete, vom Flugzeugbau dieser Epoche inspirierte aerodynamische Außenkontur war. Dies erzeugte einen Widerspruch, da die Diner nunmehr ausschließlich ortsgebunden und damit auf Aerodynamik nicht angewiesen waren; in diesem Zusammenhang wird daher auch von der „Immobilisierung der Mobilität“ gesprochen. Das Salem Diner in Salem (Baujahr 1941) ist eines der wenigen noch existierenden Exemplare des Streamliners in Massachusetts.
Die Worcester Lunch Car Company setzte ihren „Semi-Streamliner“ dagegen, der etwas kantiger ausgeführt war und bei den Diner-Käufern deutlich beliebter war als der Streamliner der Wettbewerber. Ein Beispiel für den heute sehr seltenen Typ des Semi-Streamliners ist das The Rosebud in Somerville. In den 1940er Jahren gab es zunehmend Bedarf an einem moderneren Aussehen für Diner, was sich insbesondere in der Gestaltung der Außenwände aus rostfreiem Stahl widerspiegelt.

### 1940er bis 1960er Jahre

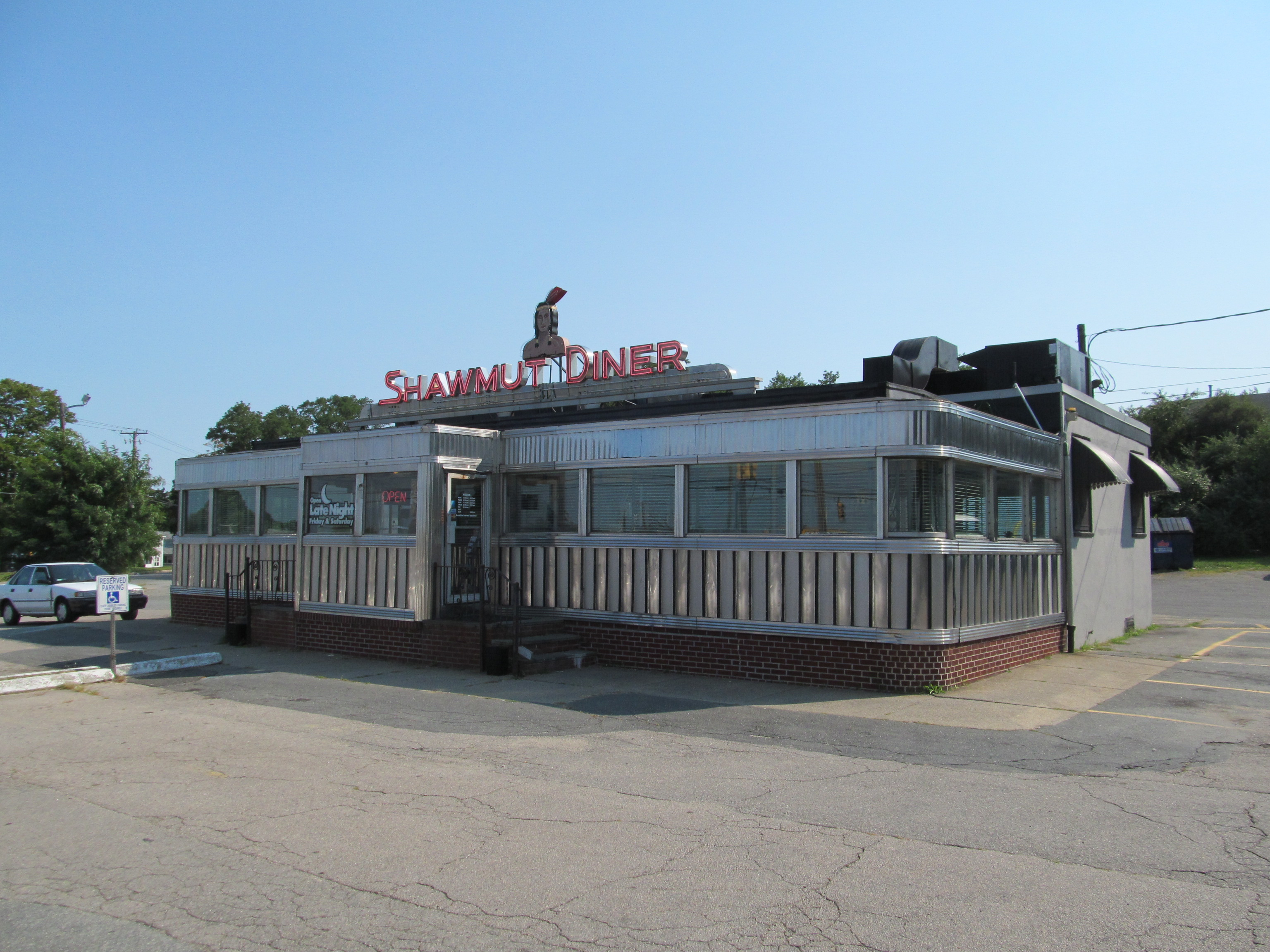
Das Shawmut Diner in New Bedford, 2012

In der Zeit nach dem Zweiten Weltkrieg dominierten in Massachusetts große Diner aus rostfreiem Stahl die Branche. Noch heute sind mehr als 50 dieser Restaurants erhalten, die zum größten Teil in New Jersey (Fodero Dining Car Company in Bloomfield, Mountain View Diners in Singac, Jerry O’Mahony, Inc. in Elizabeth, Silk City Diners in Paterson, Kullman Industries, Inc. in Avenel und Master Diners in Pequannock) oder in New York (DeRaffele Manufacturing Company in New Rochelle) gebaut wurden. Die Worcester Lunch Car Company baute mindestens ein Drittel der Diner in Massachusetts in den späten 1940er Jahren, deren traditionelles Tonnendach zunehmend mit den neuen Formen und Erscheinungsbildern der Stahl-Diner konkurrieren musste. Das Unternehmen setzte erst 1952 Stahl als Designelement ein.
Zu den Kunden der Diner zählten immer mehr Familien, sodass die Räumlichkeiten größer wurden, mehr Sitzplätze aufwiesen und eine Bedienung am Platz zunehmend in den Vordergrund gestellt wurde. Ebenso wurde die Küche in einen eigenen, angrenzenden Raum ausgelagert. Die Innenbereiche wiesen regelmäßig Designelemente wie Leuchtstofflampen und Spiegel sowie Terrazzo-Böden auf und waren in Pastelltönen gestrichen. Verbesserte Belüftungssysteme erlaubten den Verzicht auf ein Monitordach und die Installation fester, nicht zu öffnender Fenster. In den Außenbereichen wurden Stahlelemente mit farbigen Akzenten aus Email kombiniert, und die Merkmale der Vorkriegs-Streamliner wurden dezent aufgegriffen. Zu den heute noch existierenden Exemplaren dieser Epoche zählen das Shawmut Diner in New Bedford und das Agawam Diner in Rowley.
Technologische Fortschritte ermöglichten den Bau von Dinern in Sektionen, die zum Standort transportiert und erst dort zusammengesetzt wurden, was den Bau erheblich größerer Diner als bisher gestattete. Das 1955 gebaute Corner Lunch in Worcester ist das am besten erhaltene Exemplar dieses Typs. Die Worcester Lunch Car Company produzierte in dieser Zeit entgegen dem Trend weiterhin mit Email verkleidete Diner wie das Miss Worcester Diner in Worcester oder das Wilson’s Diner in Waltham. Ende der 1950er Jahre kam das Tonnendach jedoch endgültig aus der Mode und wurde auch von der Worcester Lunch Car Company nicht mehr angeboten.
Bereits in den 1930er Jahren entstand aufgrund eines wachsenden Bedarfs an Renovierungen älterer Diner sowie für Neubauten ein Markt für gebrauchte und aufbereitete Diner. Während gebrauchte Diner in beliebigem Zustand privat verkauft wurden, boten die Hersteller überholte und professionell wiederaufbereitete Diner an. Ein Beispiel für einen renovierten und ausgebauten Diner ist das Town Diner in Watertown aus dem Jahr 1947, das ein älteres Modell aus den 1920er Jahren ersetzte, in dem heute die Küche untergebracht ist.

### 1960er Jahre bis heute
Das Town Diner markiert gemeinsam mit dem Al Mac’s in Fall River den Beginn eines Trends hin zu einer Restaurant-Atmosphäre. Nach dem Zweiten Weltkrieg begannen die Diner ihre Dienstleistungen als zwanglose Familienmahlzeit zu bewerben und setzten spätestens in den 1960er Jahren zunehmend auf dieses Konzept, um sich vor allem gegen die neu entstandenen Fastfood-Ketten abzugrenzen, die Standardgerichte zu niedrigen Preisen anboten. Die Diner bekamen ein konservatives Image und wurden von ihren Betreibern teilweise in Diner-Restaurant umbenannt. Einige Diner-Hersteller verzichteten sogar ganz auf diese Bezeichnung. Vor diesem Hintergrund wurden in die Diner mehr Tische und Stühle und weniger Barhocker eingebaut, ebenso erfolgte eine Rückbesinnung auf traditionelle architektonische Details mit kolonialen Elementen.
Die Anfang der 1970er Jahre errichtete Fillin’ Station in Whately ist der älteste noch bestehende Diner aus dieser Epoche, der in Kombination mit einer Tankstelle und einem Autohof in der Nähe der Interstate 91 aufgestellt wurde. In den 1970er Jahren kamen die ersten Diner mit mediterranem Design auf den Markt, während das Design ab den 1980er Jahren auf Standard-Außenverkleidungen anstelle von Email und rostfreiem Stahl setzte.

## Liste der im NRHP eingetragenen Diner in Massachusetts
Für die Aufnahme in die NRHP-Liste wurde ein Diner seitens des National Park Service dann als relevant angesehen, wenn er in Massachusetts zwischen dem Ende des 19. Jahrhunderts und Mitte der 1960er Jahre eine hinreichende Bedeutung erlangt hatte; insgesamt wurden in Massachusetts zum Zeitpunkt der Eintragung rund 150 Diner gezählt, die aus diesem Zeitraum stammten. Nur einigen von ihnen wurde jedoch eine ausreichende Bedeutung für die Aufnahme in das NRHP zugesprochen. Diese in den Vereinigten Staaten weit verbreitete Restaurant-Bauform erlangte insbesondere durch ihre Geschichte in Massachusetts ihren heutigen Bekanntheitsgrad, da in diesem Bundesstaat die ersten und später auch größten Produzenten ansässig waren. Obwohl nahezu zwei Drittel der heute noch existierenden Diner des Bundesstaats von der Worcester Lunch Car Company gebaut wurden, war der Produktionsstandort des Herstellers für die Aufnahme in das NRHP irrelevant, stattdessen war einzig der Standort des Diners innerhalb von Massachusetts von Bedeutung. Demzufolge wurden alle Diner außerhalb des Bundesstaates für die Liste Diners in Massachusetts nicht berücksichtigt.
| Nr.              | Name im Register          | Bild | Baujahr      | Ort         | Bemerkung                                                                                                |
| ---------------- | ------------------------- | ---- | ------------ | ----------- | --- |
| 1                | Agawam Diner              |      | 1954         | Rowley      | |
| 2                | Al’s Diner                |      | 1958         | Chicopee    | |
| 3                | Al Mac’s Diner-Restaurant |      | 1953         | Fall River  | |
| 4                | Ann’s Diner               |      | 1950         | Salisbury   | Heute Pat’s Diner                                                                                        |
| 5                | Boulevard Diner           |      | 1936         | Worcester   | |
| 6                | Capitol Diner             |      | 1928         | Lynn        | |
| 7                | Casey’s Diner             |      | 1922         | Natick      | Teil des Natick Center Historic District                                                                 |
| 8                | Chadwick Square Diner     |      | 1930         | Worcester   | |
| 9                | Corner Lunch              |      | 1955         | Worcester   | |
| 10               | Main Street Diner         |      | 1952         | Woburn      | Heute Lanna Thai Diner                                                                                   |
| 11               | Miss Florence Diner       |      | 1941         | Northampton | |
| 12               | Miss Toy Town Diner       |      | 1949         | Gardner     | Heute Blue Moon Diner                                                                                    |
| 13               | Miss Worcester Diner      |      | 1948         | Worcester   | |
| 14               | Monarch Diner             |      | 1940         | Lowell      | Heute Owl Diner                                                                                          |
| 15               | New Bay Diner Restaurant  |      | 1957         | Springfield | Heute Route 66 Diner                                                                                     |
| 16               | Salem Diner               |      | 1941         | Salem       | |
| Eintrag gelöscht | Shawmut Diner             |      | 1953         | New Bedford | Am 1. April 2014 geschlossen und abgebaut. Im Dezember 2023 wurde der Eintrag aus dem Register entfernt. |
| 17               | Ted’s Diner               |      | 1920er Jahre | Milford     | Am 25. April 2002 aufgrund von Baufälligkeit abgerissen.                                                 |
| 18               | The Rosebud               |      | 1941         | Somerville  | |
| 19               | Town Diner                |      | 1947         | Watertown   | |
| 20               | Whit’s Diner              |      | 1942         | Framingham  | Heute Lloyd’s Diner                                                                                      |
| 21               | Wilson’s Diner            |      | 1949         | Waltham     | |